# Anastasija Biednowa
Anastasija Władimirowna Biednowa, ros. Анастасия Владимировна Беднова (ur. 18 października 1996) – rosyjska lekkoatletka, sprinterka.
Dwukrotna brązowa medalistka mistrzostw Europy juniorów (2015) – bieg na 400 metrów oraz sztafeta 4 × 400 metrów.
Medalistka mistrzostw Rosji w różnych kategoriach wiekowych.